# Dave Gallaher
Ne pas confondre avec l'auteur David Gallaher.
Pour les articles homonymes, voir Gallaher.

a Compétitions nationales et continentales officielles uniquement.

b Matchs officiels uniquement.
David « Dave » Gallaher, né le 30 octobre 1873 à Ramelton dans le comté de Donegal (Irlande) et mort le 4 octobre 1917 au combat à Passchendaele en Belgique, est un joueur de rugby à XV qui a joué avec l'équipe de Nouvelle-Zélande. Il évolue au poste de voltigeur avant (1,83 m pour 84 kg).

## Carrière
De 1896 à 1909, David Gallaher a disputé 26 matchs avec la province d'Auckland.
Ayant servi comme sergent-major pendant la guerre des Boers, il ne dispute pas la saison 1901-1902.
Il a disputé son premier test match avec l'équipe de Nouvelle-Zélande le 15 août 1903, à l'occasion d'un match contre l'équipe d'Australie. Il dispute son dernier test match contre l'équipe de France le 1er janvier 1906.
Il est le premier grand capitaine néo-zélandais de l'histoire (le tout premier étant John Stead en 1904), notamment à la tête de la première équipe All Blacks, il participe à la tournée des Originals, équipe représentant la Nouvelle-Zélande en tournée en Grande-Bretagne en 1905, en France et en Amérique du Nord en 1906. Cette équipe dispute trois matchs en Amérique du Nord et trente-et-un matchs sur le sol britannique, n'en perdant qu'un seul, face à l'équipe du pays de Galles.
Il bat ensuite comme capitaine lors de sa dernière sélection l'équipe de France au premier match officiel de celle-ci, le 1er janvier 1906 (8 - 38) au Parc des Princes (arbitre Louis Dedet), marquant deux essais alors qu'il évolue finalement comme pilier droit et qu'il n'a pu marquer durant tout son temps passé en Grande-Bretagne (l'équipe néo-zélandaise venant tout juste de disputer un dernier match à Swansea le 30 décembre).
Il occupe en fait le poste novateur de winger, ou voltigeur avant, chargé d'épauler rapidement les lignes en difficultés.

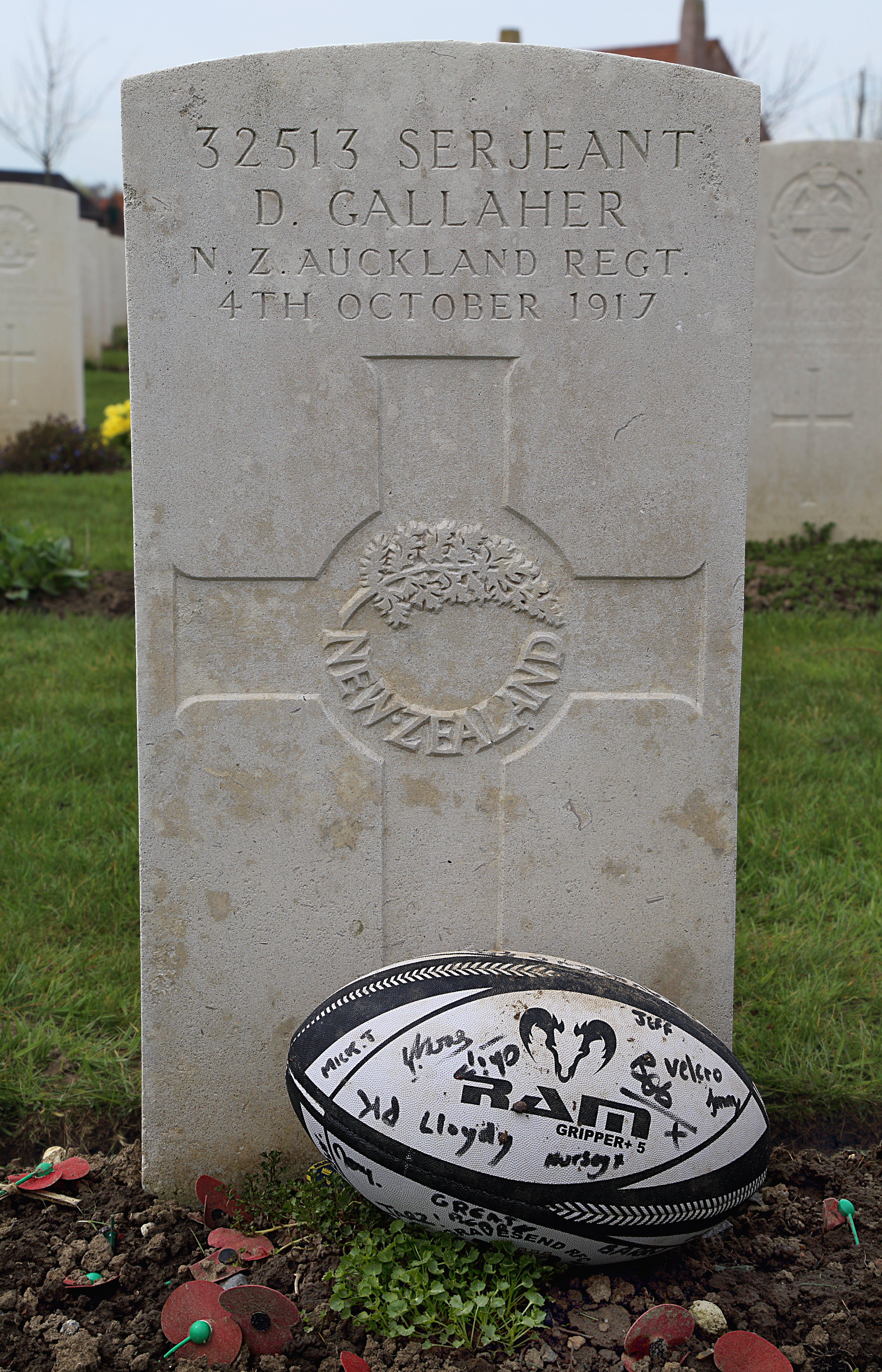
La tombe de Dave Gallaher.

Doué pour la pédagogie, il est sélectionneur de l'équipe d'Auckland de 1906 à 1916, et de l'équipe de Nouvelle-Zélande pendant la période 1907-1914.
Avec son coéquipier John Stead, il a écrit un livre sur la préparation et la tactique des équipes de rugby: The Complete Rugby Footballer.
Gallaher est 27 fois capitaine de l'équipe de Nouvelle-Zélande, et en particulier le capitaine de la première équipe qui prend le nom des All Blacks. Il est mort en Belgique, âgé de presque 44 ans, à la bataille de Passchendaele pendant la Première Guerre mondiale , au cours de laquelle il sert comme volontaire. Il est enterré au Nine Elms Military Cemetery de Poperinge en Belgique.

## Le Gallaher Shield et le Trophée Dave Gallaher
Depuis le décès de Gallaher, le Gallaher Shield, encore attribué de nos jours, récompense la meilleure équipe annuelle de la province d'Auckland. Le Trophée Dave Gallaher est créé en son honneur en Nouvelle-Zélande. Depuis 2000, il est remis au vainqueur d'une confrontation retenue chaque année entre les équipes de France et de Nouvelle-Zélande.

## Hommage des All Blacks à Dave Gallaher
En la mémoire de Dave Gallaher, tous les ans, les joueurs de l'équipe de rugby à XV de Nouvelle-Zélande (les All Blacks) se rendent en France au mois de juin à l'occasion de la tournée d'été et en profitent pour aller se recueillir sur un mémorial dédié à l'ex-capitaine des All Blacks dans les remparts de la commune de Le Quesnoy (Nord).

## Palmarès

### En équipe nationale
- 6 sélections (4 comme capitaine) avec l'équipe de Nouvelle-Zélande de 1903 à 1906
- Nombre total de matchs avec les All Blacks : 30 (27 comme capitaine)
- 4 capitanats entre 1905 et 1906 (dont les victoires du 18 novembre face à l'Écosse et du 2 décembre face à l'Angleterre ainsi que la défaite face au Pays de Galles le 16 décembre)

- Vainqueur des Lions britanniques le 13 août 1904
- Tournée en Australie en 1903 (vainqueur de ce pays le 15 août)

## Vidéographie
- Frères d'armes - Dave Gallaher, série Frères d'armes, film-portrait raconté par Jean-François Stévenin, co-réalisé par Pascal Blanchard et Rachid Bouchareb 2016, 2 minutes. [voir en ligne]